# Valdická brána
Valdická brána je pozůstatkem městského opevnění. Stojí v centru města Jičína (Valdštejnovo náměstí čp. 102) a stala se jeho dominantou. Několikrát vyhořela. V šestnáctém století byla na místě původní brány postavena dvoupatrová hranolovitá budova s průjezdem. V sedmnáctém století byla zastřešena. Během osmnáctého století bylo dostavěno třetí a čtvrté patro s ochozem. V roce 1840 byla při opravě postavena vysoká jehlanová střecha. Tato podoba brány zůstala zachována do současnosti. 
Je vysoká 52 metrů, ochoz se nachází ve 32 metrech. Brána je přístupná veřejnosti jako rozhledna. Konají se zde výstavy či divadelní představení. Městské opevnění s Valdickou bránou bylo zapsáno jako kulturní památka 3. května 1958 do Ústředního seznamu nemovitých kulturních památek České republiky pod číslem 30932/6-1070.

## Historie
Původní brána byla postavena snad v letech 1480 –1487, kdy vlastníkem panství a města byl Samuel z Hrádku a Valečova, zastávající úřad podkomořího. V letech 1540 a 1545 postihly město velké požáry. Trčkové z Lípy zahájili přestavbu města společně s budováním nových zděných hradeb. Na místě starší brány byla postavena v letech 1568 –1578 nová dvoupatrová hranolovitá budova s průjezdem. Při stavbě se využilo i starší gotické zdivo. Další požár v roce 1589 bránu výrazně poničil. Při přestavbě byla zvýšena o třetí patro. Bylo rozšířeno točité schodiště na jižní straně brány ve válcové věži.  Brána byla součástí opevnění města na východní straně. Používaly se pro ni různé názvy jako Vysoká, Nová, Hradecká nebo Brána věžová.

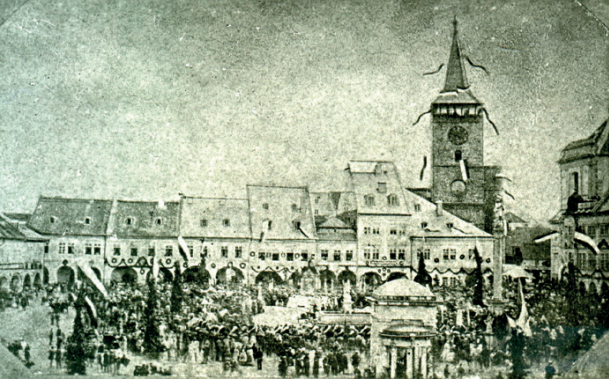
Nejstarší datovaný snímek zachycující Valdickou bránu, 1870, Svěcení sokolského praporu

Plány italských architektů, které do Jičína pozval Albrecht z Valdštejna, počítaly s jejím zbořením vzhledem k rozšíření náměstí. V roce 1634 vévoda zemřel a další úpravy města se neprovedly. Kolem roku 1637 byla střecha brány opravena a zakončena plechovou makovicí. Požár v roce 1681 poničil orloj i zvony. Střecha byla opravena a získala prostou jehlanovou podobu s vikýřem. Další požár z října roku 1768 poničil velkou část města i bránu. O rok později byla opravena stavitelem Filipem Hegrem zvýšena o další patro zakončené helmicí a lucernou ozdobenou lvem. Po roce 1769, ve slohu pozdního baroka a nastupujícího klasicismu bylo dostavěno čtvrté patro s ochozem. Během roku 1816 byla zbořena Pražská a Velišská brána. Hradby přestaly být udržovány. Zachována zůstala pouze Valdická brána. Stavitel Josef Opolzer prováděl přestavbu v roce 1840. Brána získala dřevěný ochoz kolem hlásnice a nad ní byla postavena vysoká jehlancová střecha. Brána byla ještě několikrát opravována, například po roce 1883 byly opraveny okenice, hromosvod, zdivo a zvony. Opravena a natřena byla střecha a pozlacena malá báň, kterou je věž ukončena. V nitru báně byla nalezena písemnost z roku 1769 a další listinu přidal ředitel jičínského gymnázia František Lepař. Opravu hodin provedl hodinář Tomáš Cibulka. Průjezd, tvořený pozdně gotickou křížovou klenbou s dvojitými žebry, spojuje Valdštejnovo a Žižkovo náměstí. 
V roce 1935 byla opravena kamenná bosáž. Střecha měla být pokryta mědí, ale v předválečném čase nebyly na opravu peníze. Poměděn byl český lev na vrcholu, držící znak města. Další pamětní listina archiváře Jaroslava Sommerschuheho byla vložena do báně v listopadu 1939. 
Během historie brány zde bývala celní služba. Za Valdštejnovy éry zde bylo i vězení. Vojsku sloužila také prachárna. Lze zmínit i archiv bývalého krajského úřadu nebo sklad munice Národní gardy.
K ochozu měří věž 31,28 m, k vrcholu 55,85 m. K vyhlídkovému ochozu vede 156 schodů. Brána zůstala zachována jako jediná součást středověkého opevnění města. Psal o ní například Karel Václav Rais. Známé jsou také propagační plakáty pražského architekta J. Horáka.
V původním bytě věžníka probíhají kulturní akce, výstavy nebo divadelní představení. Z vyhlídkového ochozu poskytuje brána výhled na široké okolí od Zvičiny přes Krkonoše, Kozákov až k Ještědu.

## Galerie

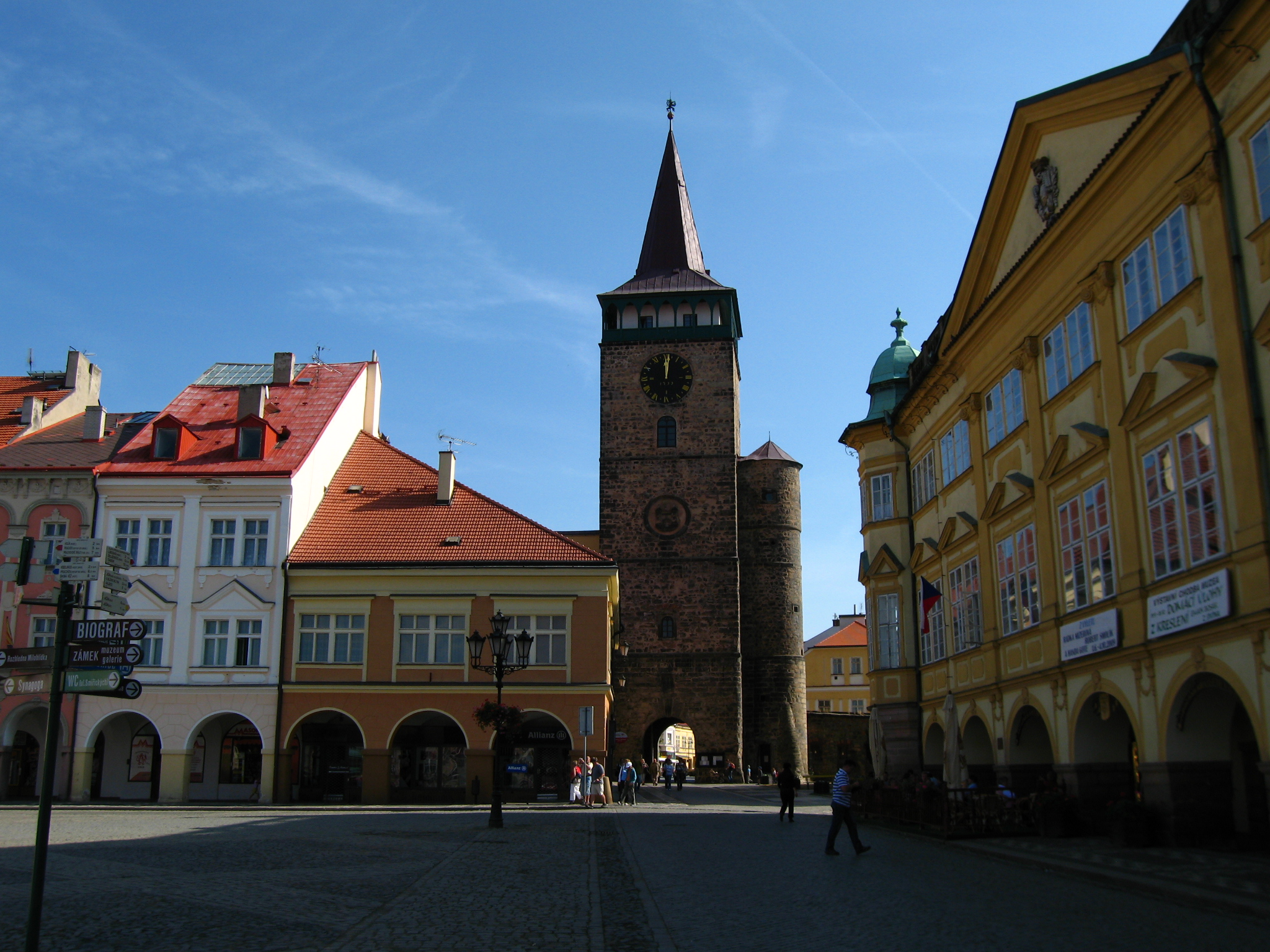
Pohled na bránu z Valdštejnova náměstí
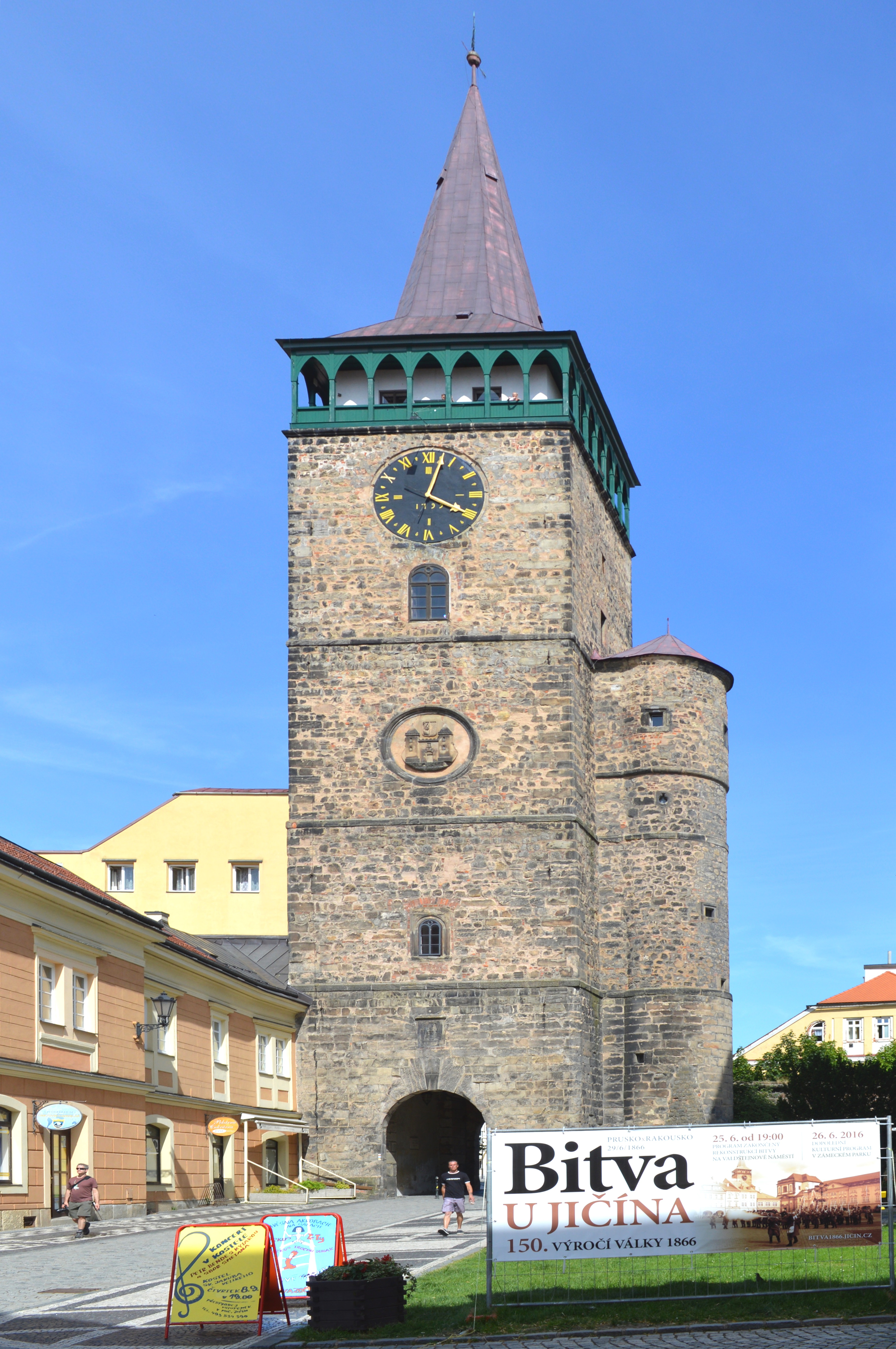
Valdická brána
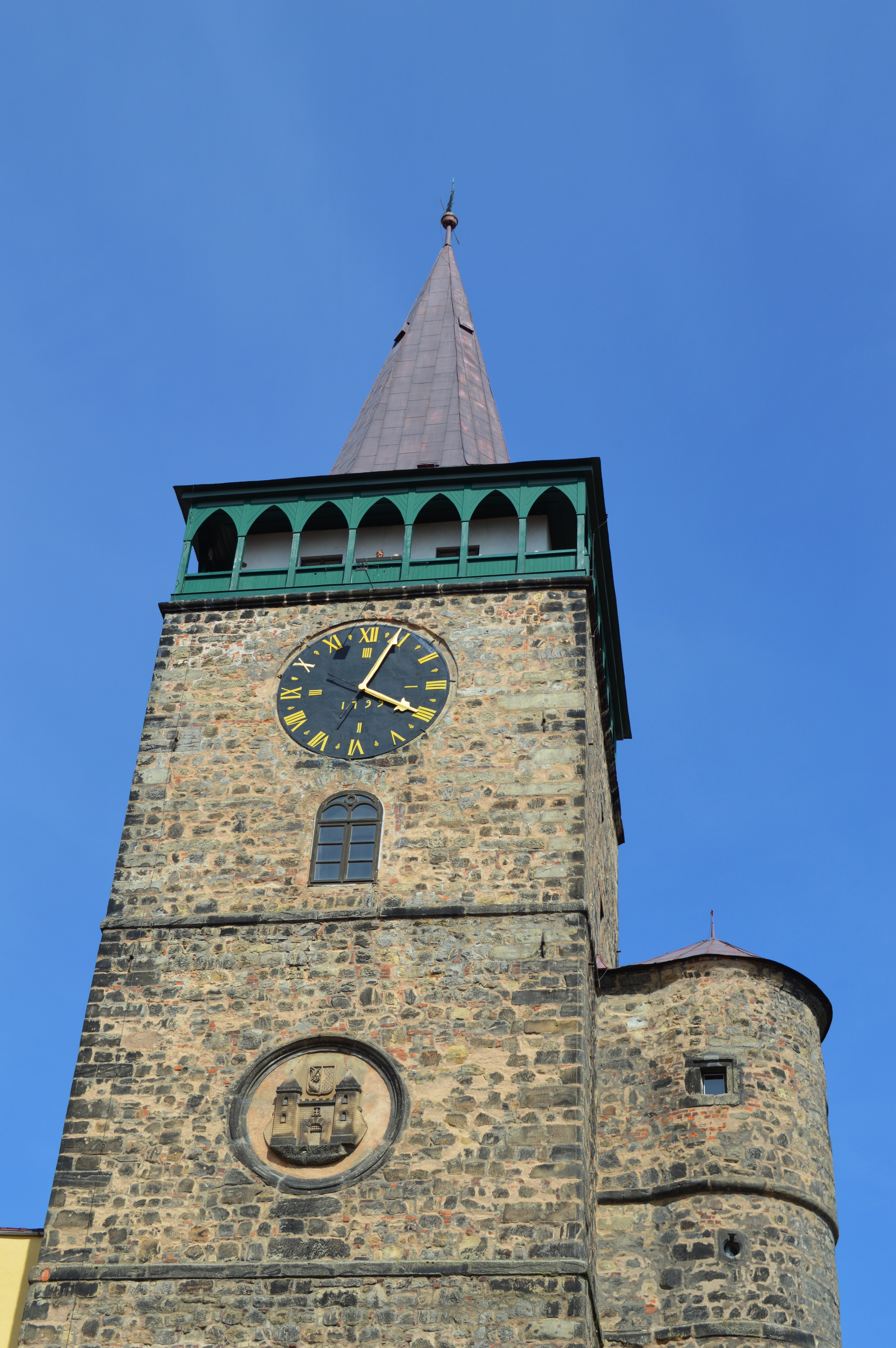
Pohled z místa před branou
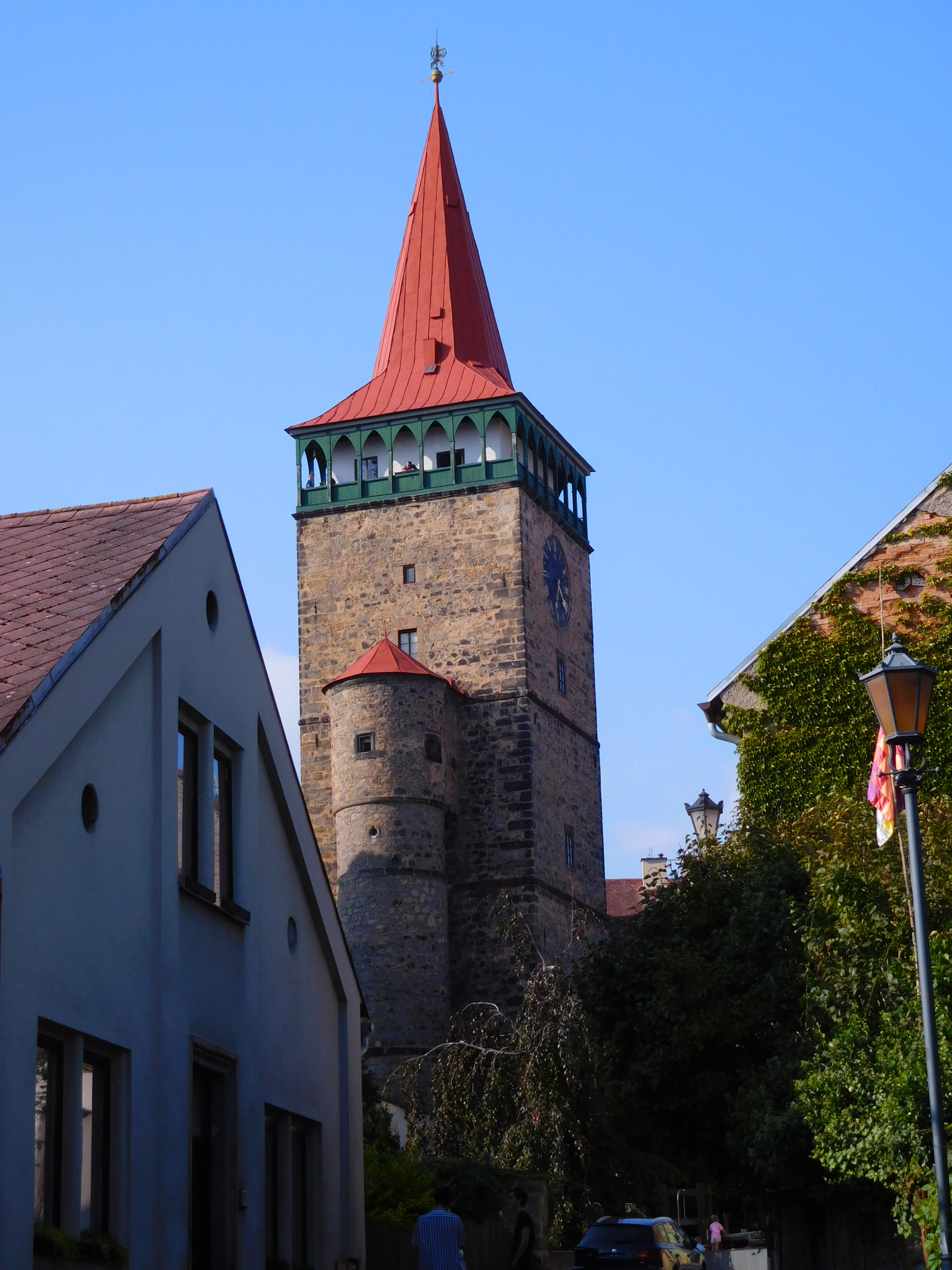
Valdická brána pohled z ulice Pod Koštofrankem
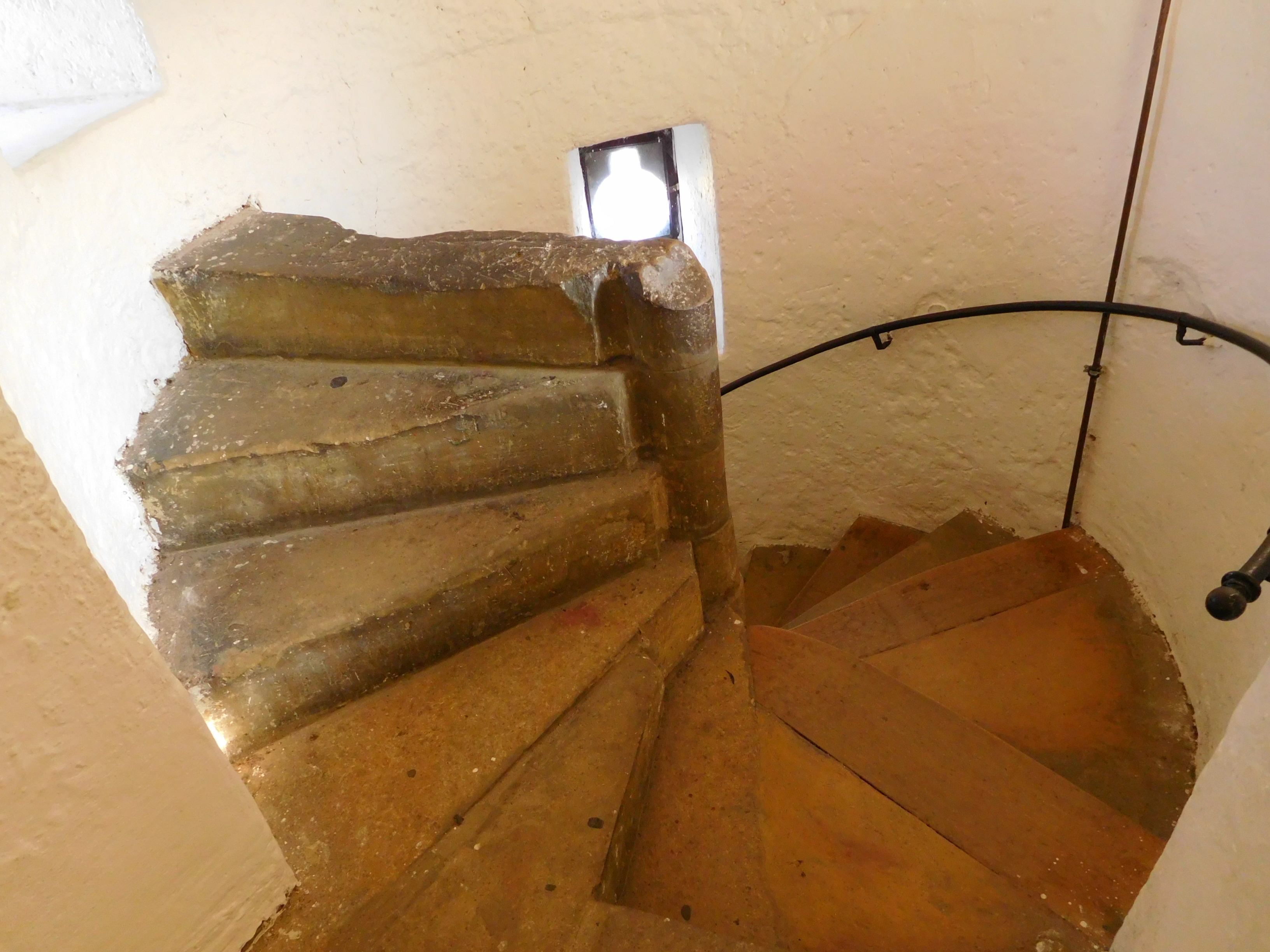
Valdická brána, schodiště
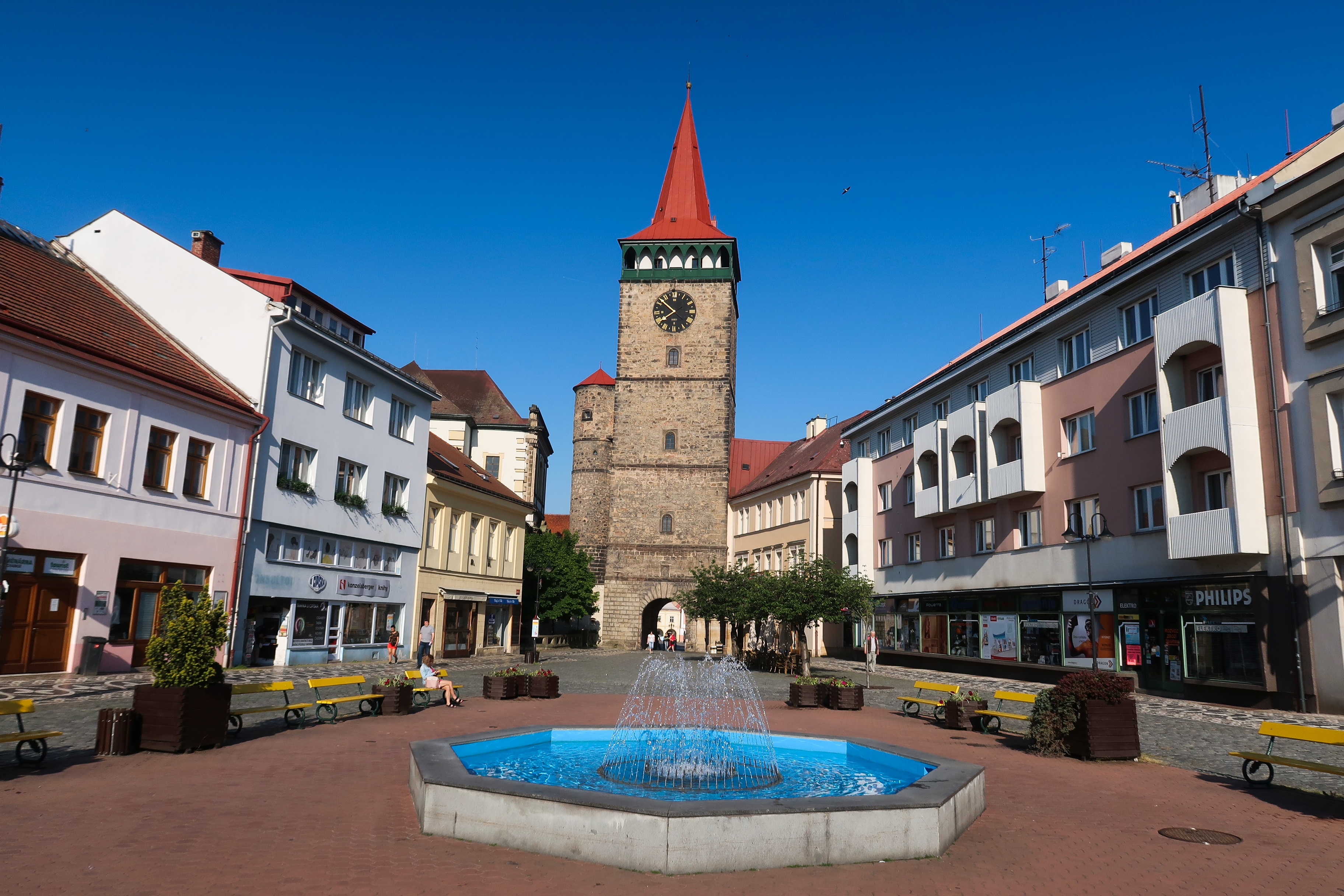
Valdická brána, pohled z Žižkova náměstí, 2019

| Rok  | Počet návštěvníků |
| ---- | ----------------- |
| 2015 | 16 000            |
| 2016 | 23 000            |
| 2017 | 28 000            |
| 2018 | 23 000            |
| 2019 | 26 000            |